# 이마미야역
이마미야역(일본어: 今宮駅, いまみやえき 이마미야에키[*])은 일본 오사카부 오사카시 나니와구에 위치한 서일본 여객철도의 역이다.

## 역 구조
야마토지선 (1·2번 승강장)은 상대식 2면 2선의 승강장, 오사카 순환선(3·4번 승강장)은 단식 복층 구조의 승강장이다. 야마토지선 JR 난바 방면 승강장과 오사카 순환선 외선 승강장, 즉 2·3번 승강장은 동일한 평면 상의 섬식 승강장으로 되어 있다.
덧붙여 오사카 순환선 벤텐초 방면에서 야마토지선 나라 방면 (또는 한와선)과 직통하는 열차는 양 방향 모두 이 역에서는 오사카 순환선의 승강장에 정차한다.
어번 네트워크 구역의 일부이자 서일본 여객철도 특정도구시내제의 '오사카 시내'에 속하는 역이다. 따라서 이코카 및 제휴 IC 카드의 사용이 가능하다.

### 승강장
| 2층 |                                      |                         |
| 1   | ■ 야마토지선 (상행)                  | 오지・나라 방면         |
| 2   | ■ 야마토지선 (상행)                  | JR 난바 방면            |
| 3   | ■ 오사카 순환선 (외선) 그리고 통과선 | 니시쿠조・오사카 방면   |
| 3층 |                                      |                         |
| 4   | ■ 오사카 순환선 (내선) 그리고 통과선 | 신이마미야・덴노지 방면 |

## 역사
- 1899년 3월 1일: 오사카 철도의 일반 역으로서 미나토마치 ~ 덴노지 간에 신설 개업.
- 1900년 6월 6일: 오사카 철도의 노선을 간사이 철도가 계승.
- 1907년 10월 1일: 간사이 철도의 국유화로 일본국유철도의 소속이 되었다.
- 1909년 10월 1일: 선로 명칭 제정에 따라 간사이 본선 소속이 되었다.,
- 1928년 12월 1일: 간사이 본선 화물 지선으로써 이마미야 ~ 오사카코역까지의 노선이 개업.
- 1959년 2월 20일: 화물 취급 폐지.
- 1966년: 신이마미야, 아시하라바시역의 설치에 수반해 인접하는 이마미야역의 폐지가 고지되었지만 주민 반대로 존치가 결정되었다.
- 1987년 4월 1일: 민영화에 의해 서일본 여객철도의 소속이 되었다.
- 1994년 6월 12일: 오사카 순환선 내선이 고가화.
- 1996년 3월 22일: 간사이 본선 (야마토지선) 승강장 고가화. 신 역사 사용 개시.

이 때까지의 간사이 본선 승강장은 오사카 순환선의 외선과 내선 사이에 끼인 상대식 승강장(지상역)으로, 선로는 역의 바로 서쪽 (미나토마치 방면)으로 내선의 아래를 빠지고 있었다.
- 1997년 3월 8일: 오사카 순환선 새 승강장 사용 개시.
- 2003년 11월 1일: 이코카의 사용이 개시되었다.

## 인접정차역
| 서일본 여객철도 간사이 본선   | 서일본 여객철도 간사이 본선                | 서일본 여객철도 간사이 본선 |
| ----------------------------- | ------------------------------------------ | --------------------------- |
| 신이마미야 가모 방면          | ■ 야마토지선 보통                          | JR 난바 방면                |
| 서일본 여객철도 오사카 순환선 |                                            |                             |
| 아시하라바시 외선 순환        | ■ 오사카 순환선 직통쾌속 · 구간쾌속 · 보통 | 신이마미야 내선 순환        |